# Istanbul Bilgi University
Università Bilgi di Istanbul (in turco: İstanbul Bilgi Üniversitesi, in inglese: Istanbul Bilgi University) è un'università privata situata a Istanbul, in Turchia, fondata nel 1996.

## Storia
L'Università Bilgi di Istanbul, ufficialmente fondata nel 1996, ha iniziato le sue attività nel 1994 come Istanbul School of International Studies, in collaborazione con l'Università di Portsmouth e la London School of Economics (LSE) offrendo corsi in Business, Economia, Relazioni Internazionali e Economia LSE. Il 7 giugno 1996 è diventata la quarta università privata della Turchia e la seconda di Istanbul, iniziando le attività didattiche con 12 programmi, 2 istituti e oltre 1000 studenti, in due piani di un edificio a Maslak e in una villa a Baltalimanı.
Il 1° maggio 2004, nell'ambito di un protocollo firmato tra il Ministero dell'Energia e delle Risorse Naturali della Repubblica di Turchia e l'Università Bilgi di Istanbul, l'area che ospitava la centrale elettrica di Silahtarağa, che forniva elettricità alla città durante l'Impero Ottomano è stata assegnata all'università per la costruzione del campus di Santralistanbul. Sei anni dopo la sua fondazione, è stato istituito il Centro di Ricerca e Applicazione di Diritto delle Tecnologie e dell'Informatica, il primo del suo genere in Turchia.
Nel 2015, l'Università Bilgi di Istanbul è entrata per la prima volta nella classifica di QS delle università dei "Paesi dell'Europa in via di sviluppo dell'Asia Centrale". Nello stesso anno, il Programma di Preparazione in Inglese ha ricevuto l'accreditamento dalla CEA. Nel 2016, è stato istituito il Centro di Applicazione e Ricerca in Fisica delle Alte Energie, il primo del suo genere in Turchia. L'università è diventata il direttore nazionale del progetto ATLAS, esperimento che si svolge al CERN (Centro Europeo per la Ricerca Nucleare). Inoltre, è stata l'unica università turca a partecipare all'esperimento CAST.
L'università ha ulteriormente intensificato i suoi sforzi di internazionalizzazione nel 2020 attraverso una collaborazione con l'Università dello Stato dell'Arizona, mirata a migliorare la qualità dell'istruzione e della ricerca. Secondo il Sondaggio di Soddisfazione Universitaria della Turchia 2020, l'Università Bilgi di Istanbul si è classificata tra le università di gruppo A del paese. Nel 2025, l'Università Bilgi di Istanbul è stata classificata tra le prime 5 università private della Turchia secondo la QS World University Rankings.

## Membri e affiliazioni internazionali
L'università ha accordi di partnership in 40 paesi nell'ambito del Programma Erasmus, dei programmi Bilaterali e della Mobilità Svizzera. È membro dell'European University Association (EUA), dell'Osservatorio Magna Charta dei Valori e Diritti Fondamentali delle Università, del Global Compact delle Nazioni Unite (UNGC), dei Principi per una Educazione Responsabile alla Gestione (PRME), del Programma di Educazione Superiore dell'OCSE, dell'IMHE e dell'Association to Advance Collegiate Schools of Business (AACSB). Inoltre, l'università offre programmi di doppia laurea con l'University of London Worldwide in economia. L'Università Bilgi di Istanbul è accreditata dal Consiglio per l'Istruzione Superiore della Turchia e dall'Associazione Europea per l'Assicurazione della Qualità nell'Istruzione Superiore (ENQA).